# Matteo (apostolo)
Matteo (Cafarnao, 4/2 a.C. circa – Etiopia, 70 o 74) fu, secondo i Vangeli, uno dei dodici apostoli di Gesù e, secondo la tradizione, l'autore del Vangelo secondo Matteo. In questo stesso vangelo viene chiamato "il pubblicano" e descritto come esattore delle tasse prima della chiamata di Gesù; in Marco e Luca lo stesso pubblicano viene chiamato Levi, anche se non viene esplicitamente identificato con l'apostolo Matteo. Matteo non va confuso con l'apostolo quasi omonimo Mattia.

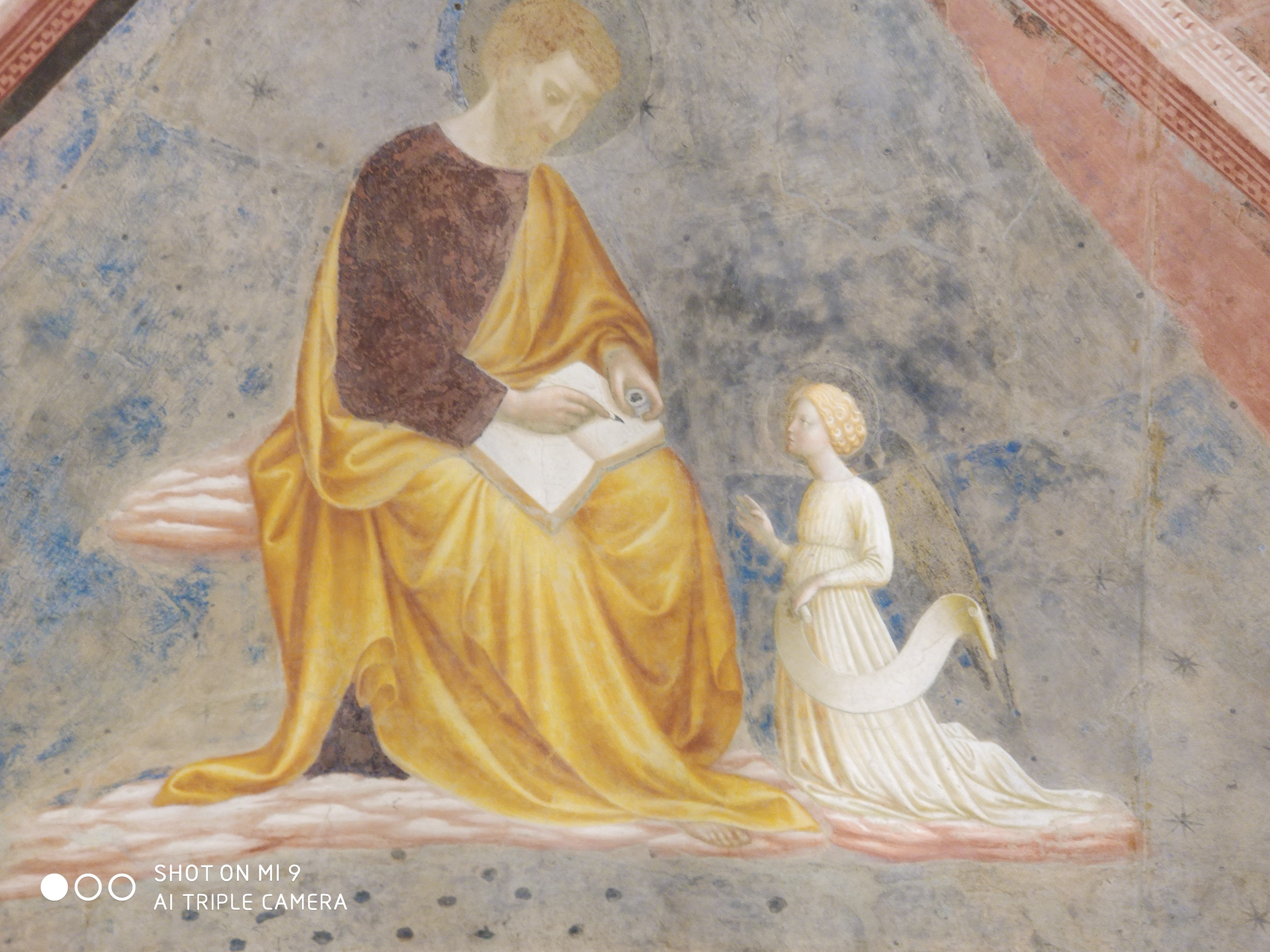
S. Matteo con l'Angelo. L'Angelo è il simbolo con cui viene a volte rappresentato. Affresco di Masolino da Panicale. Battistero di Castiglione Olona (Varese)

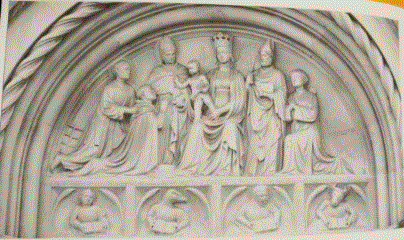
Lunetta del Portale di ingresso della Collegiata di Castiglione Olona. Nel fregio in basso i simboli dei 4 Evangelisti. 1428. In basso, primo a sinistra, il simbolo di S. Matteo Evangelista.

Gli studi moderni sulla reale identità dell'autore del Vangelo secondo Matteo hanno opinioni discordanti. Attualmente, comunque, la quasi unanimità degli studiosi, inclusa la più autorevole esegesi cristiana, ritiene che l'apostolo Matteo, in merito al vangelo attribuitogli, non sia stato l'autore e neppure un testimone oculare e che "c'è un accordo quasi unanime nei circoli scientifici di oggi che l'evangelista è sconosciuto, anche se continuiamo a usare il nome «Matteo». La sua dipendenza da Marco (e da Q, un corpo dei detti di Gesù in greco, noto anche a Luca) indica che non era un testimone oculare del ministero di Gesù". Anche in merito all'attribuzione a Matteo della Fonte Q, gli esegeti della Bibbia di Gerusalemme precisano: "Alcuni hanno perfino proposto di identificare la fonte Q (raccolta soprattutto di «parole» di Gesù) con Matteo, del quale Papia dice che ha messo in ordine i «detti» del Signore. Ma Papia usa la stessa espressione per indicare Marco (cf anche il titolo della sua opera) e nulla permette di pensare che il Matteo di cui parla abbia contenuto solo dei logia [detti di Gesù]". A Matteo sono anche tradizionalmente riferiti dei testi apocrifi: il Vangelo dello pseudo-Matteo, che parla dell'infanzia di Cristo, gli Atti di Matteo e il Martirio di Matteo che ne descrivono la predicazione. 
Secondo la tradizione della Chiesa, Matteo viene raffigurato insieme ad un uomo alato che lo ispira o gli guida la mano mentre scrive il Vangelo; l'uomo alato è uno dei quattro esseri viventi presenti nel libro di Ezechiele e nel libro dell'Apocalisse e ciò perché il Vangelo di Matteo esordisce con la genealogia terrena e l'infanzia di Gesù Figlio dell'uomo, sottolineandone quindi l'umanità.

## Biografia
I pubblicani costituivano una delle categorie più odiate dal popolo ebraico. Gli esattori delle tasse pagavano in anticipo all'erario romano le tasse del popolo e poi si rifacevano come usurai tartassando la gente. I sacerdoti, per rispettare il primo comandamento, vietavano al popolo ebraico di maneggiare le monete romane che portavano l'immagine dell'imperatore. I pubblicani erano quindi accusati di essere peccatori perché veneravano l'imperatore.
Gesù passò vicino al pubblicano Levi e gli disse semplicemente Seguimi (Marco 2,14). Egli, alzandosi, lo seguì; e immediatamente tenne un banchetto a cui invitò, oltre a Gesù, un gran numero di pubblicani e altri pubblici peccatori. Il riferimento a un esattore di imposte a Cafarnao, di nome Levi, compare anche in Luca 5,27. Lo stesso episodio è riportato in Matteo 9,9, dove però il pubblicano viene chiamato Matteo; Levi e Matteo vengono generalmente ritenuti la stessa persona. Gesù lo scelse come membro del gruppo dei dodici apostoli e come tale appare nelle tre liste che hanno tramandato i tre vangeli sinottici: Matteo 10,3; Marco 3,18; Luca 6,15. Il suo nome appare anche in Atti 1,13, dove si menzionano gli apostoli che costituiscono la timorosa comunità sopravvissuta alla morte di Gesù.
Il nome Matteo vuol dire Dono di Dio. Alcuni suppongono che abbia cambiato il nome come una forma tipica dell'epoca, per indicare il cambiamento di vita, analogamente a Simone, poi Pietro, e Saulo, poi Paolo.
Secondo alcune tradizioni, riportate da Clemente Alessandrino e dallo gnostico Eracleone, sarebbe morto per cause naturali. Secondo altre Passiones apocrife, attestate nella Legenda Aurea di Jacopo da Varagine, avrebbe portato alla conversione il re Egippo e la terra su cui regnava, l'Etiopia, dopo aver fatto risorgere miracolosamente la figlia Ifigenia. La tradizione racconta anche che, alla morte del sovrano, gli sarebbe succeduto sul trono il re Irtaco, fratello di Egippo, che avrebbe voluto sposare la figlia del re defunto, Ifigenia, che però aveva consacrato la sua verginità al Signore.
Dal momento che la sua proposta di matrimonio era stata rifiutata dalla giovane, Irtaco chiese a Matteo di persuaderla a concedersi a lui, ma il santo in risposta lo invitò ad ascoltare una sua predica che avrebbe tenuto il sabato successivo nel tempio al cospetto di tutta la popolazione. Quel sabato l'apostolo proclamò solennemente che il voto di matrimonio di Ifigenia con il re celeste non sarebbe potuto essere infranto per il matrimonio con un re terreno perché se un servo usurpasse la moglie del suo re sarebbe giustamente arso vivo. Il santo sarebbe stato ucciso sull'altare mentre celebrava la messa, trafitto a colpi di spada da un sicario inviato dal re.

## Culto

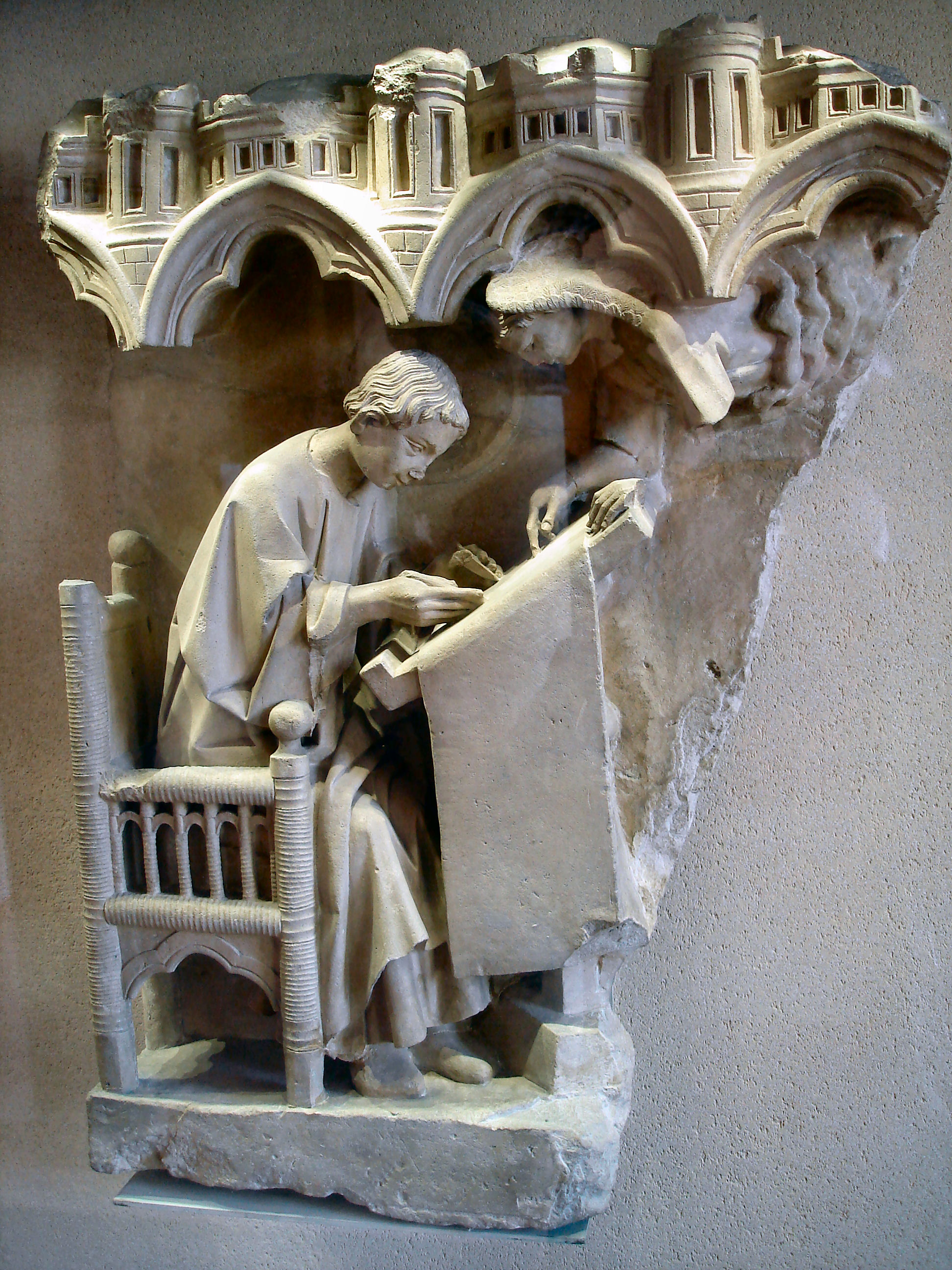
L'evangelista Matteo, scultura del XIII secolo al Museo del Louvre

La festa del santo ricorre il  21 settembre. Ogni anno nella città di Salerno viene festeggiato come patrono con una solenne processione che attraversa buona parte del centro cittadino e del centro storico. Accanto a lui sfilano altri cinque santi, san Giuseppe, il papa san Gregorio VII, morto in esilio e seppellito a Salerno, i martiri san Gaio, sant'Ante e San Fortunato, che - nonostante rappresentino tre figure maschili - sono chiamati tradizionalmente "le sorelle di Matteo", confondendoli con sant'Archelaide, santa Tecla e santa Susanna, anche loro martiri del III secolo. Il capoluogo campano, fino al secondo dopoguerra, usava ricordare ogni anno il miracolo avvenuto nel 1544. Secondo quanto viene tramandato nel narrare il miracolo, fu solo grazie all'intervento del Santo Patrono che la città di Salerno riuscì a salvarsi dall'attacco dei pirati saraceni.
È venerato anche a Casal Velino (SA) nella frazione Marina dove le spoglie dimorarono per circa 4 secoli presso l'odierna cappella di San Matteo "ad duo flumina". La festa si articola in due giorni: 20 e 21 settembre. La sera del 20 con i solenni vespri e il giorno 21 con la solenne processione per le vie della città con il simulacro del santo. 

### Reliquie
Le sue reliquie sarebbero giunte a Velia, in Lucania, intorno al V secolo, dove rimasero sepolte per circa quattro secoli. Il corpo del Santo era stato rinvenuto dal monaco Atanasio nei pressi di una fonte termale dell'antica città di Parmenide. Le spoglie furono portate dallo stesso Atanasio presso l'attuale chiesetta di San Matteo a Casal Velino. Il modesto edificio dalla semplice facciata a capanna presenta, alla destra dell'altare, l'arcosolio, dove secondo tradizione furono depositate le sacre reliquie del Santo. Un'iscrizione latina piuttosto tarda (XVIII sec.), incastonata sul lato corto dell'arcosolio, ricorda l'episodio della traslazione; successivamente le ossa furono portate presso il Santuario della Madonna del Granato in Capaccio-Paestum.
Ritrovate in epoca longobarda, furono portate il 6 maggio 954 a Salerno, dove sono attualmente conservate nella cripta della cattedrale.

### Patronati
San Matteo è considerato il patrono di banchieri, bancari, ammalati gravissimi, Guardie di Finanza, Agenzia delle Dogane e dei Monopoli, animali in difficoltà e amati da qualcuno, ragionieri, commercialisti, contabili. Inoltre è il Santo patrono di numerose località italiane, tra le quali:
- Albanella (SA)
- Asiago (VI) compatrono
- Aurano (VB)
- Bombonina (CN)
- Borghetto Santo Spirito (SV)
- Cannara (PG)
- Casal Velino nella frazione Marina (SA)
- Caresana (VC)
- Chiaramonti (SS)
- Fabrica di Roma (VT)
- Giusvalla (SV)
- Guidizzolo (MN)
- Laigueglia (SV)
- Mirano (VE)
- Molinella (BO)
- Montenero di Bisaccia (CB)
- Nichelino (TO)

- Ortignano Raggiolo (AR)
- Perrillo (BN)
- Pietrabruna (IM)
- Villa Guardia di Pontedassio (IM)
- Poggiofiorito (CH)
- Revine Lago (TV)
- Riese Pio X (TV)
- Rocca San Giovanni (CH)
- Salerno (SA)
- San Marco in Lamis (FG) compatrono
- Savigno (BO)
- Sicignano degli Alburni (SA)
- Sussisa (GE)
- Vanzo (PD)
- Villa d'Ogna (BG)
- Villanuova sul Clisi (BS)
- Trepunti di Giarre (CT)

### Iconografia

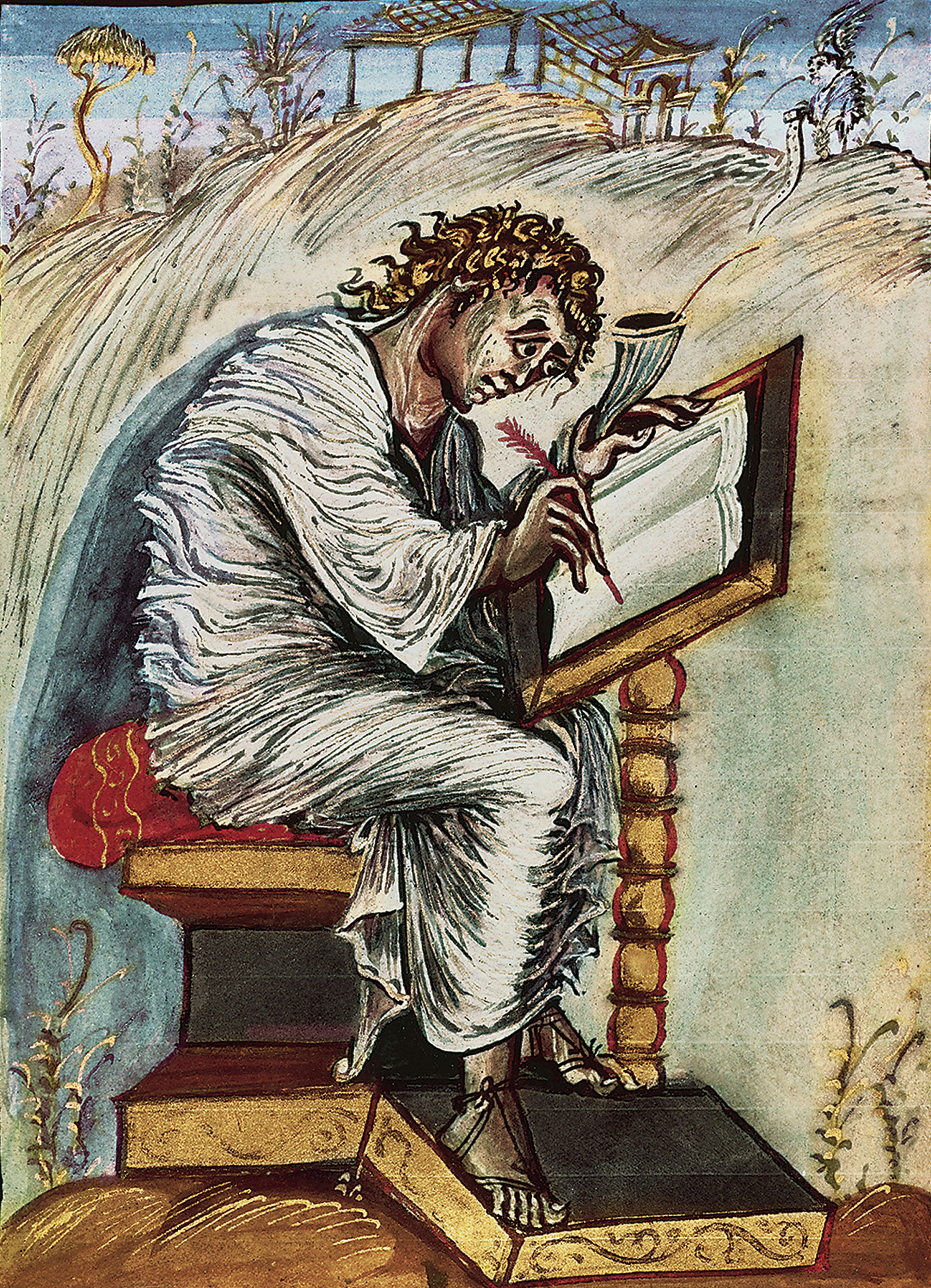
Ebbo Gospels nella biblioteca comunale di Épernay
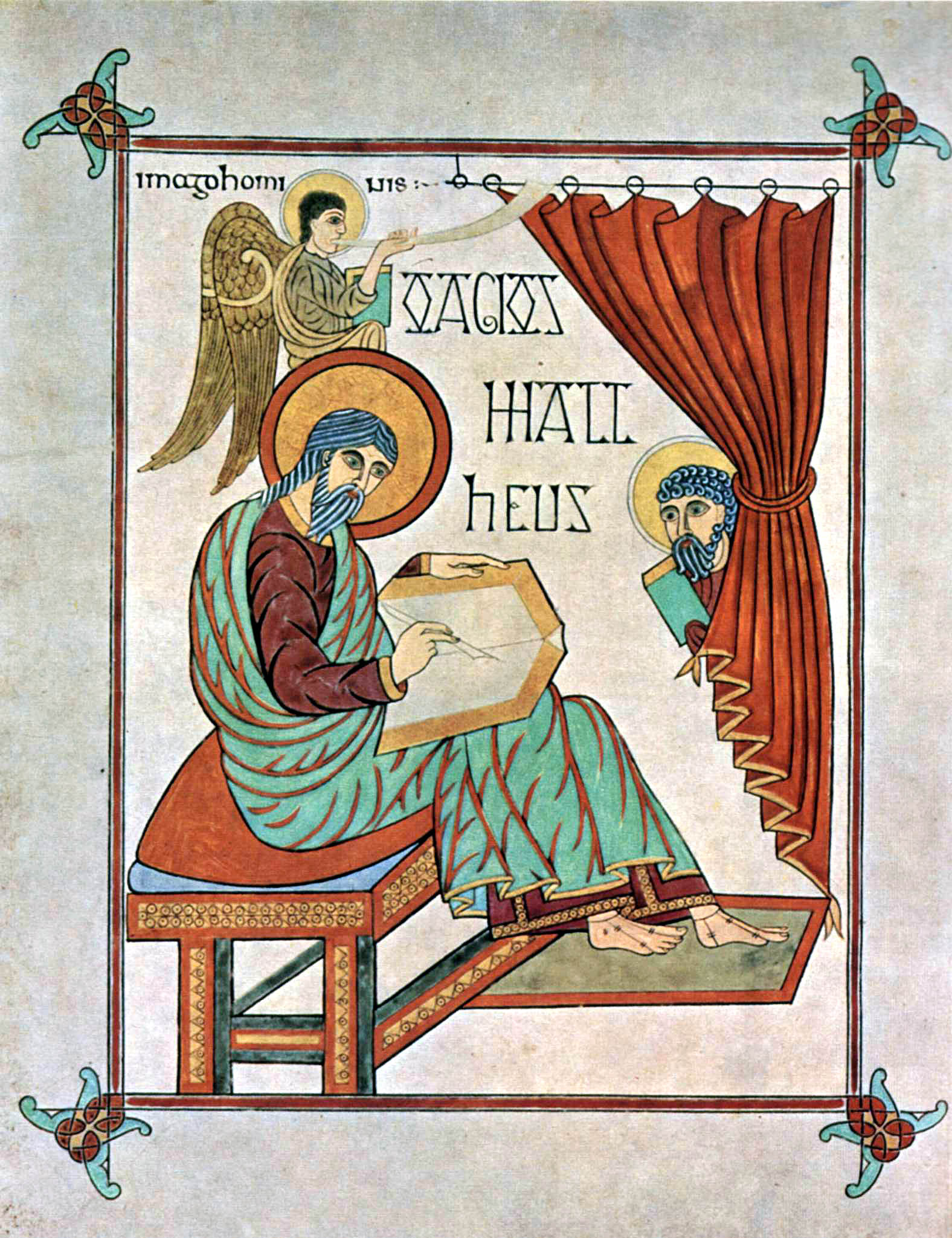
Book of Lindisfarne, British Museum, Londra (VII secolo)
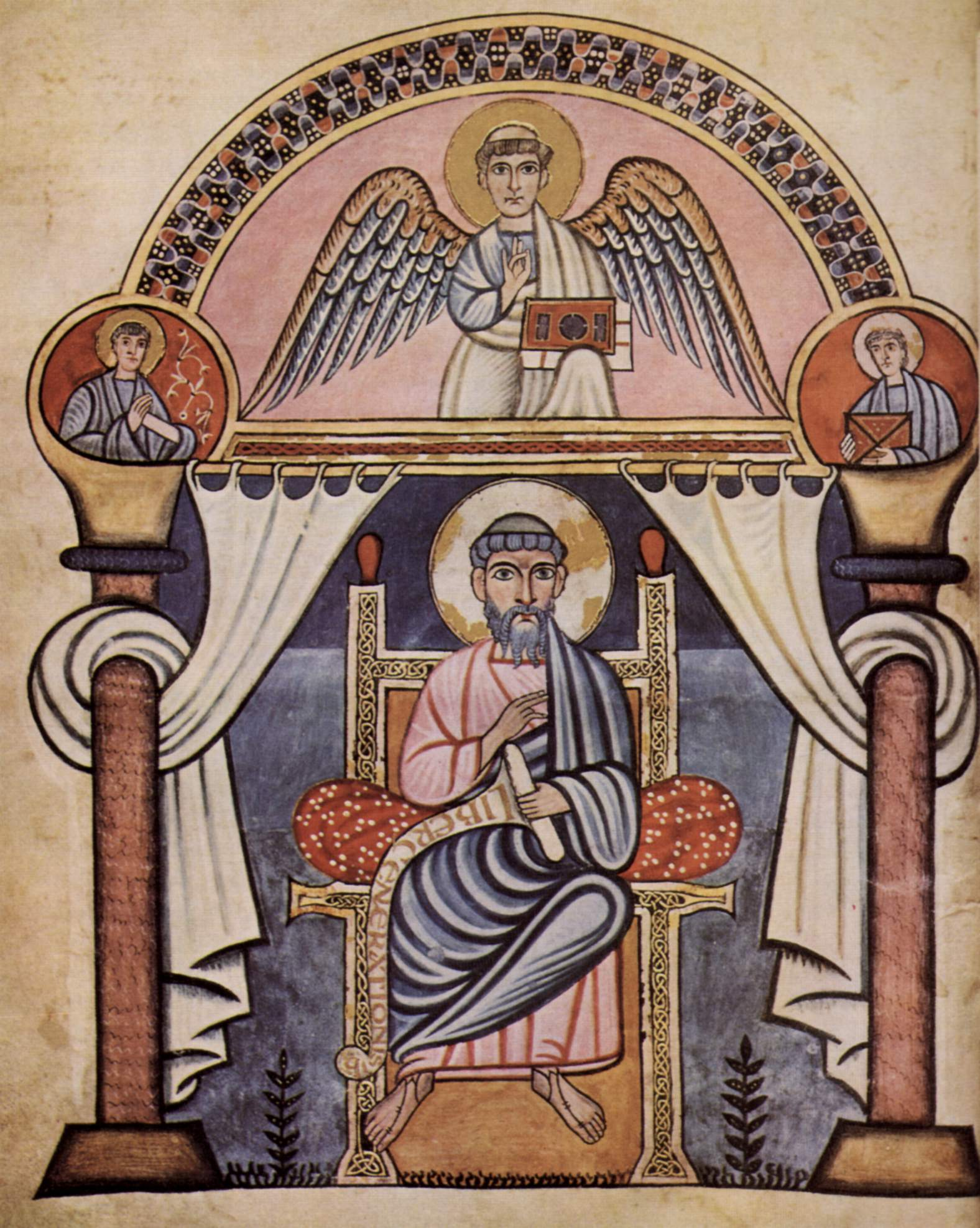
Stockholm Codex Aureus o Canterbury Codex Aureus (VIII secolo)
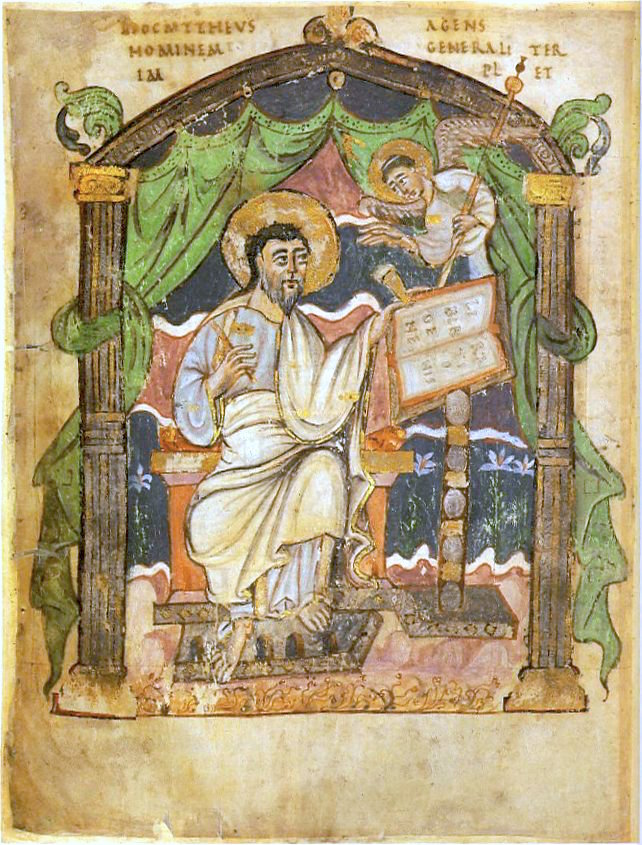
Coronation Gospels presented by King Athelstan to Christ Church Priory, British Library (IX secolo)
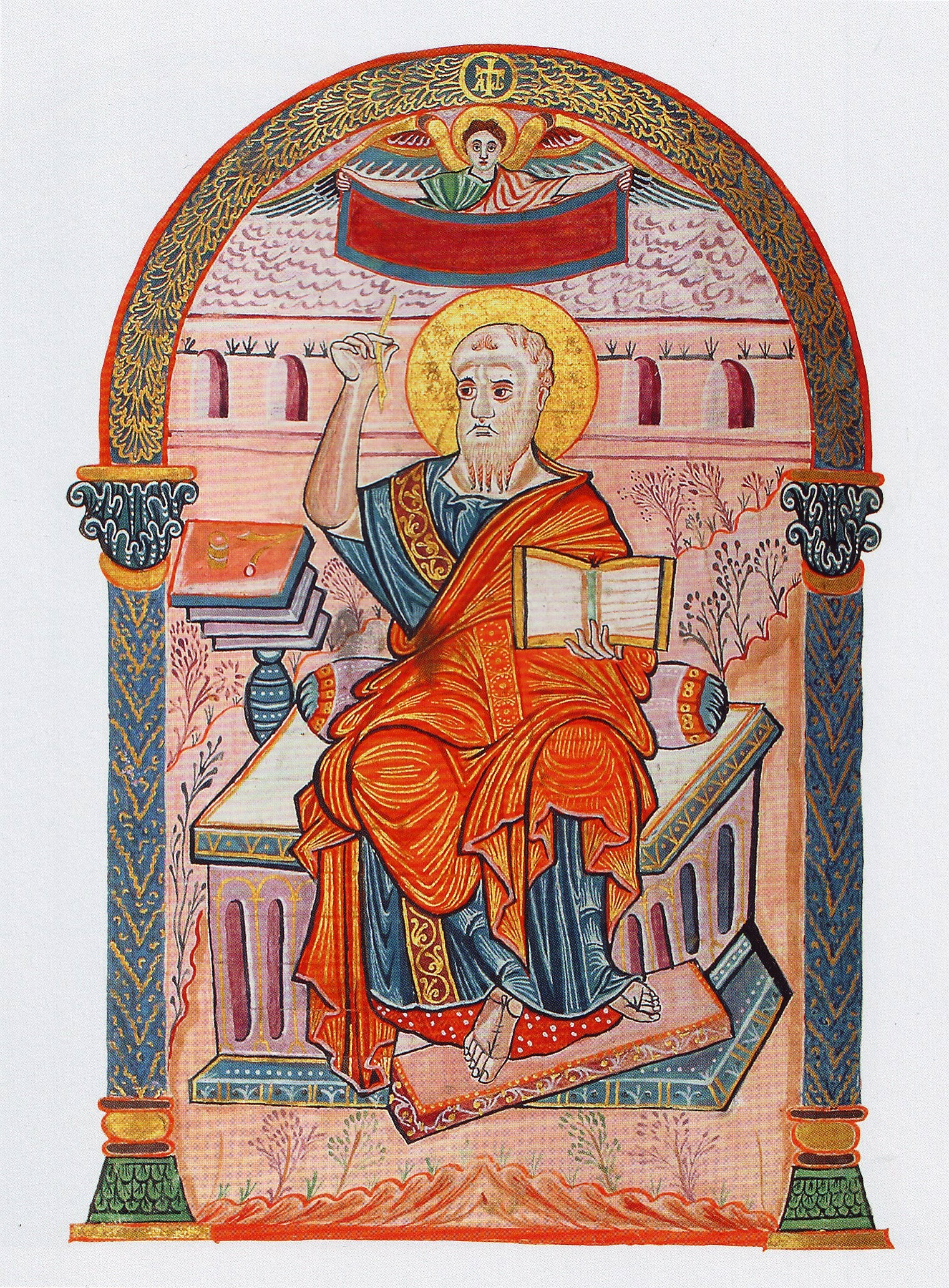
Miniatura dal Gero Codex, Scuola di Reichenau (969)
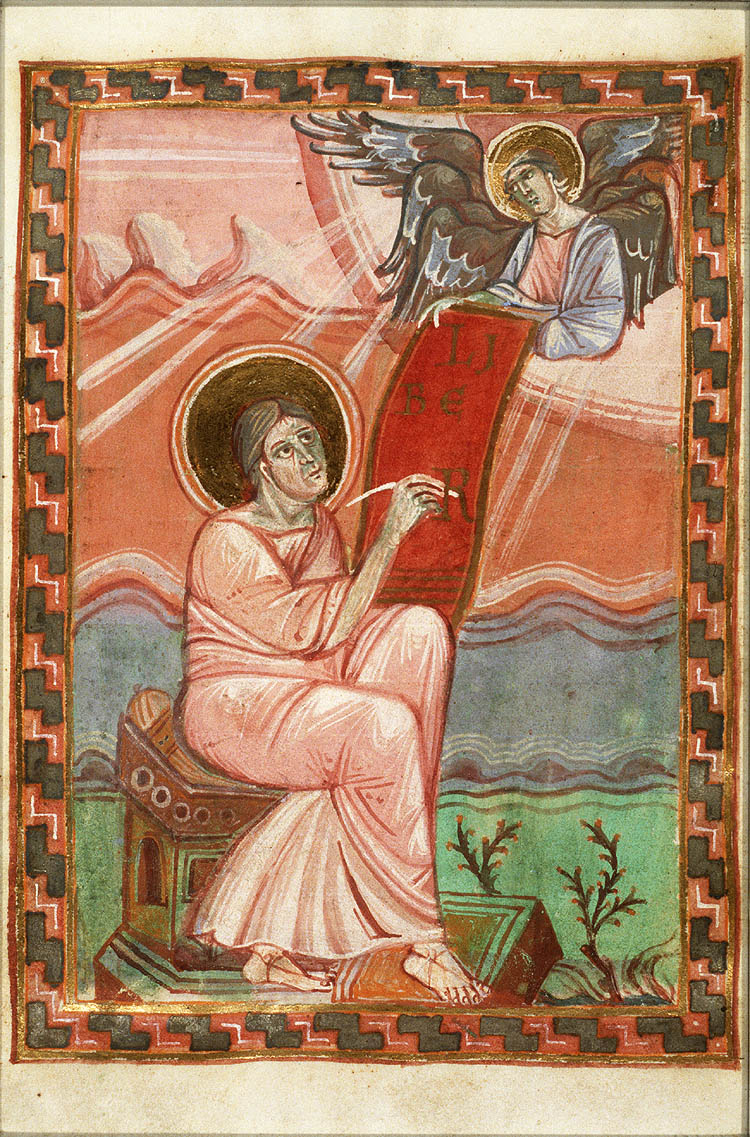
Vangelo di Mainz, Koninklijke Bibliotheek in L'Aia (1000 circa)
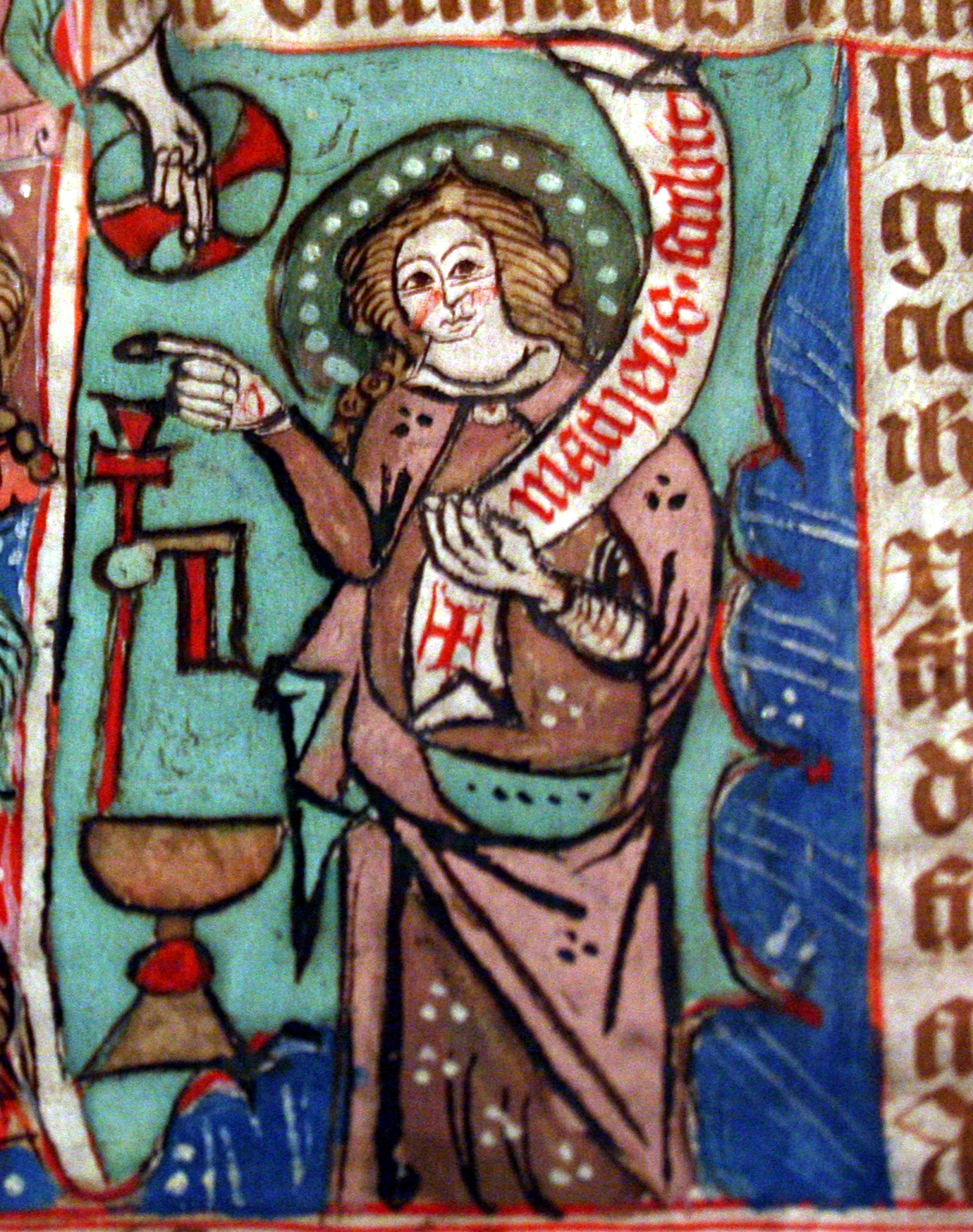
Frammento della Bibbia del Museo diocesano di Sandomierz (Polonia)
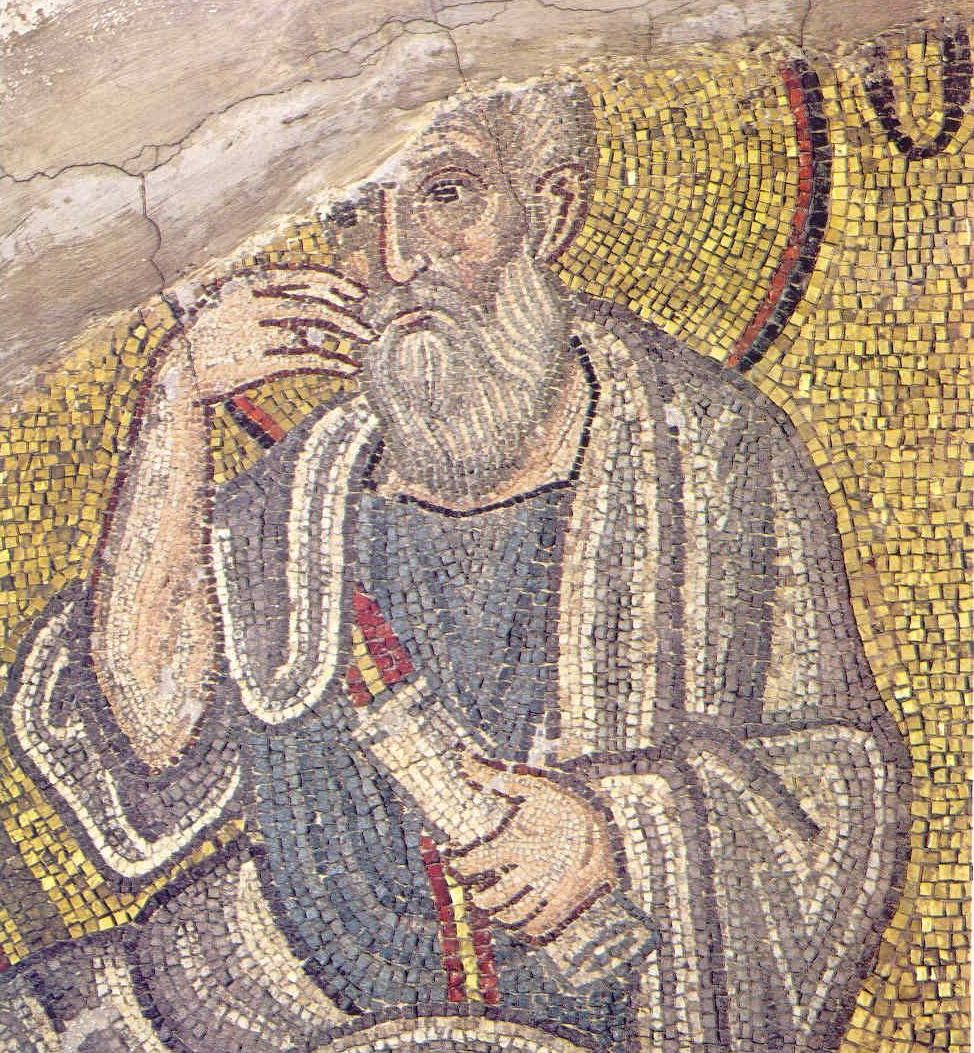
Mosaico del Monastero di Nea
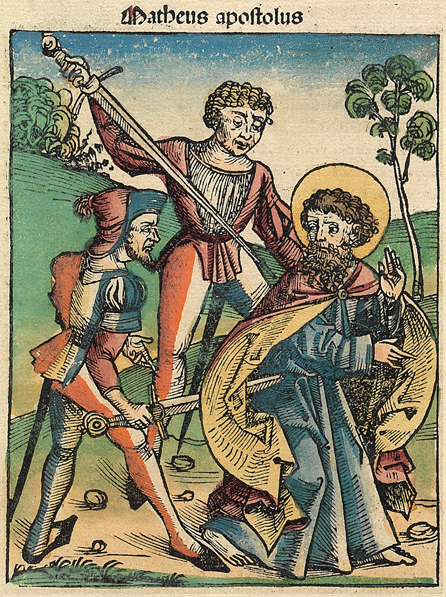
Dalla Cronaca di Norimberga
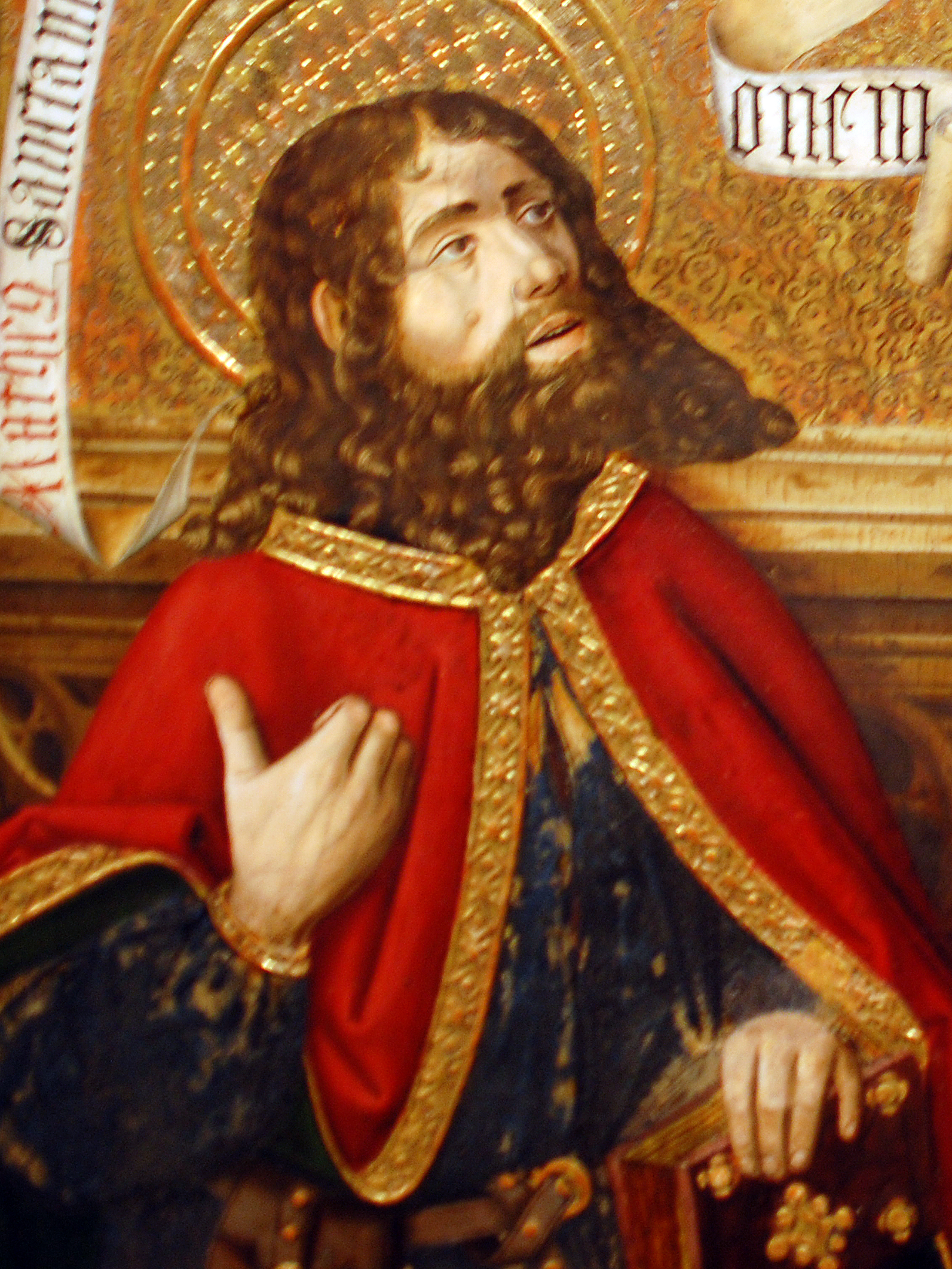
Bernat Jiménez (1483-1487), chiesa parrocchiale di Blesa, Teruel. Museo di Saragozza
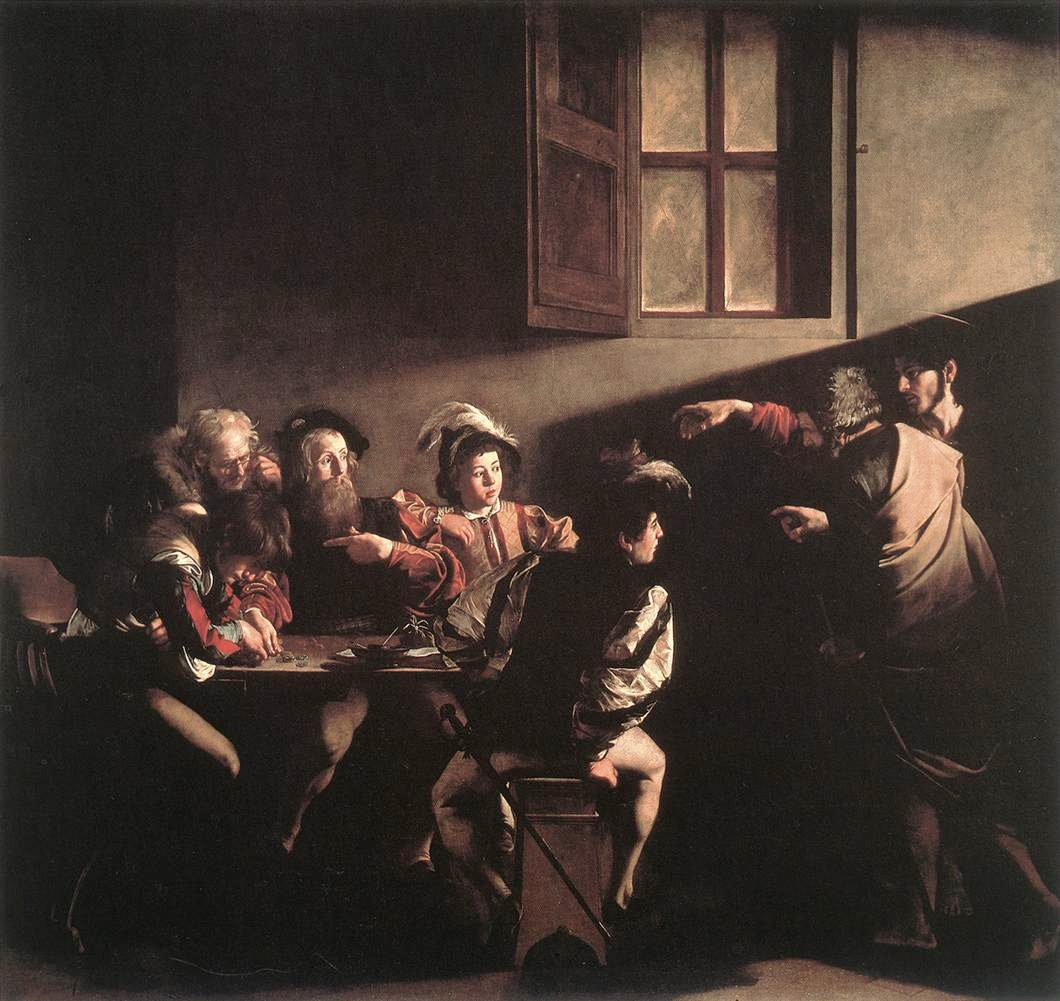
Vocazione di san Matteo, Caravaggio
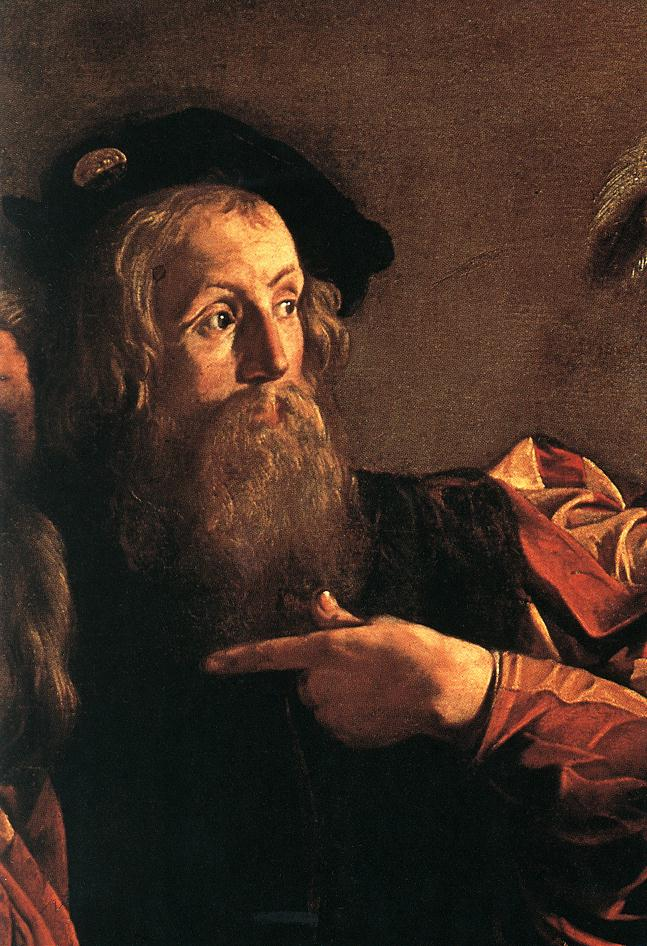
Caravaggio, Dettaglio della Vocazione di san Matteo
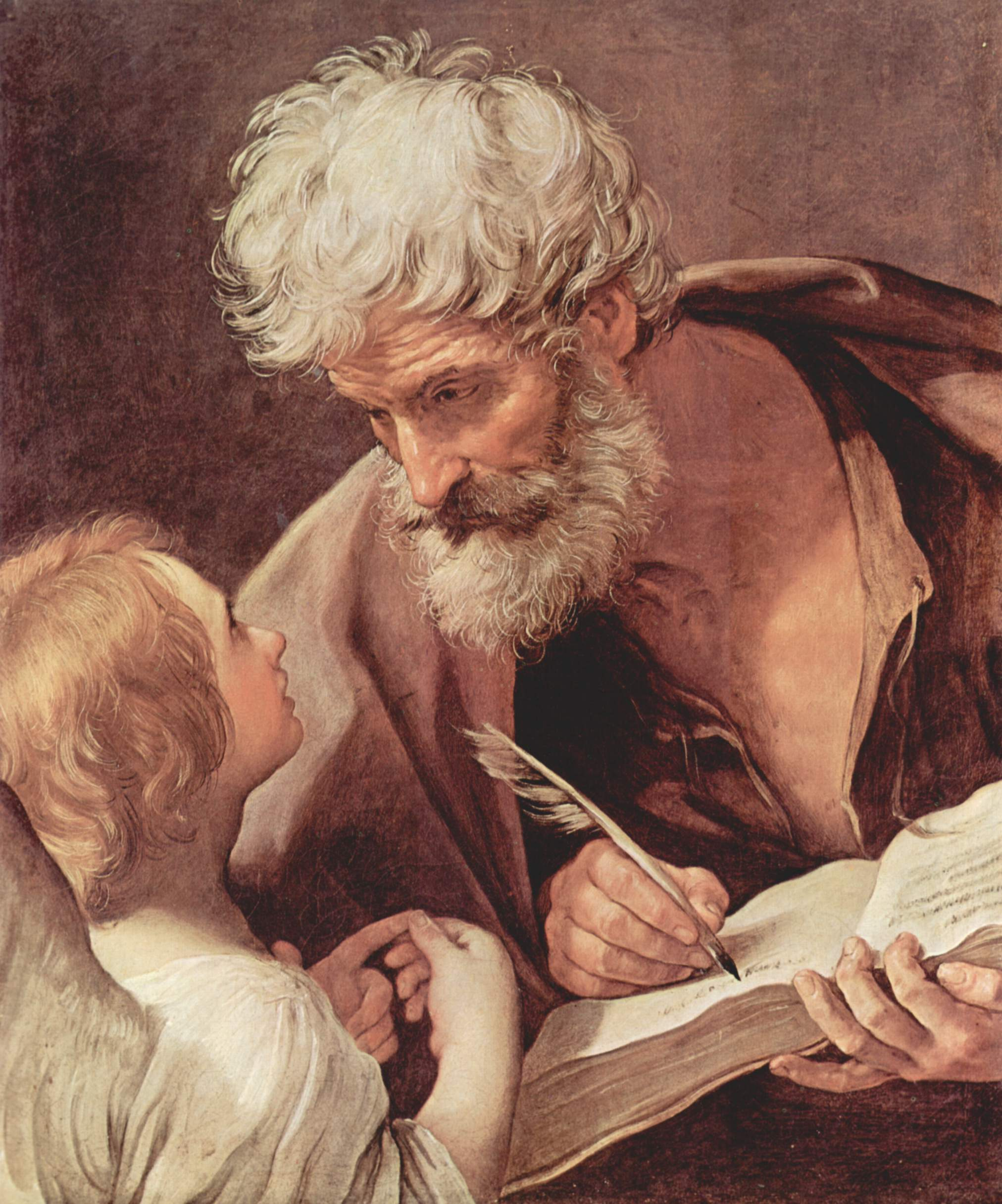
San Matteo e l'angelo di Guido Reni
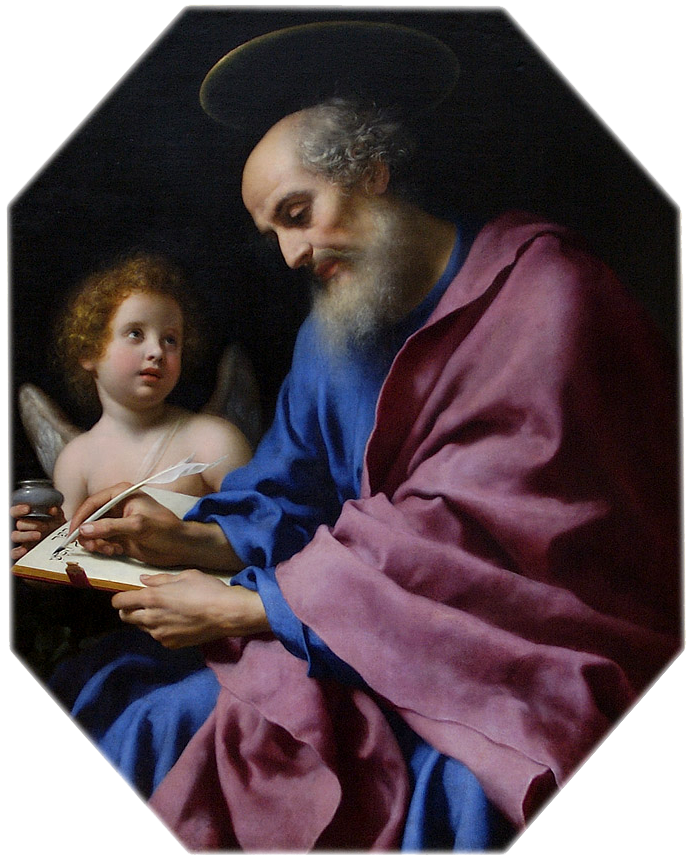
San Matteo e l'angelo di Carlo Dolci

In particolare, le più famose rappresentazioni delle vicende di Matteo sono:
- Vocazione di san Matteo, Caravaggio, 1599-1600 (Cappella Contarelli, chiesa di San Luigi dei Francesi, Roma);
- Martirio di san Matteo, Caravaggio, 1599-1600 (Cappella Contarelli, chiesa di San Luigi dei Francesi, Roma);
- San Matteo e l'angelo, Caravaggio, 1602 (Cappella Contarelli, chiesa di San Luigi dei Francesi, Roma);
- San Matteo Evangelista Apostolo, El Greco, 1610-1614 (Museo del Greco, Toledo);
- San Matteo e l'angelo, Guido Reni, 1635-1640 (Pinacoteca vaticana, Roma).